# Savigné
Pour les articles homonymes, voir Savigné (homonymie).
Savigné est une commune du Centre-Ouest de la France, située dans le département de la Vienne (région Nouvelle-Aquitaine).

## Géographie
Les habitants sont appelés les Savignéennes et Savignéens.

### Communes limitrophes
| Blanzay                 | Champniers | La Chapelle-Bâton |
| Saint-Pierre-d'Exideuil | Savigné    |                   |
| Civray                  | Genouillé  | Charroux          |

### Géologie et relief
La région de Savigné présente un paysage de plaines vallonnées plus ou moins boisées. Le terroir se compose :
- de Terres Rouges pour 78 % sur les plateaux. Ce sont des sols acajou, siliceux, dérivés d’argiles ferrugineuses à silex provenant d’épandages superficiels du Massif central.
- de groies profondes ou superficielles pour 4 % sur les plaines. Les groies sont des terres du sud-ouest de la France, argilo-calcaires, peu profondes  - en général de moins de 50 cm d’épaisseur – et  plus ou moins riches en cailloux. Elles sont fertiles et saines et donc, propices à la polyculture céréalière
- d'argile à silex  et de bornais pour 11 % sur les plateaux du Seuil du Poitou,
- de calcaire pour 6 % dans les vallées et terrasses alluviales,
- de l'agglomération pour 4 %.

### Hydrographie
La commune est traversée sur une longueur de 5,8 km par le méandre le plus au Nord du fleuve côtier la Charente.

### Le climat
Le climat est océanique avec des étés tempérés.

### Voies de communication et transports
Le bourg est traversé par la route départementale RD148 :« Niort – Limoges ».
Les gares et les haltes ferroviaires proches de la commune:
- la halte d'Épanvilliers 9,9 km,
- la gare de Saint-Saviol à 3,5 km,
- la halte ferroviaire d'Anché-Voulon à 21,9 km,
- la gare de Ruffec à 17,3 km,

Les aéroports les plus proches de la commune sont:
- Aéroport international Angoulême-Cognacà 48 km,
- Aéroport de Poitiers-Biard à 48 km,
- Aérodrome de Niort - Souché à 58 km.

### Climat
Pour des articles plus généraux, voir Climat de la Nouvelle-Aquitaine et Climat de la Vienne.
Historiquement, la commune est exposée à un climat océanique du nord-ouest.
En 2020, Météo-France publie une typologie des climats de la France métropolitaine dans laquelle la commune est exposée à un climat océanique altéré et est dans la région climatique  Poitou-Charentes, caractérisée par un bon ensoleillement, particulièrement en été et des vents modérés.
Pour la période 1971-2000, la température annuelle moyenne est de 11,9 °C, avec une amplitude thermique annuelle de 14,8 °C. Le cumul annuel moyen de précipitations est de 857 mm, avec 11,4 jours de précipitations en janvier et 7 jours en juillet. Pour la période 1991-2020, la température moyenne annuelle observée sur la station météorologique la plus proche, située sur la commune de Civray à 2,34 km à vol d'oiseau, est de 12,6 °C et le cumul annuel moyen de précipitations est de 841,4 mm,. Pour l'avenir, les paramètres climatiques de la commune estimés pour 2050 selon différents scénarios d’émission de gaz à effet de serre sont consultables sur un site dédié publié par Météo-France en novembre 2022.

## Urbanisme

### Typologie
Au 1er janvier 2024, Savigné est catégorisée commune rurale à habitat dispersé, selon la nouvelle grille communale de densité à sept niveaux définie par l'Insee en 2022.
Elle appartient à l'unité urbaine de Civray, une agglomération intra-départementale regroupant deux  communes, dont elle est une commune de la banlieue,,. La commune est en outre hors attraction des villes,.

### Occupation des sols
L'occupation des sols de la commune, telle qu'elle ressort de la base de données européenne d’occupation biophysique des sols Corine Land Cover (CLC), est marquée par l'importance des territoires agricoles (88,9 % en 2018), une proportion sensiblement équivalente à celle de 1990 (89,4 %). La répartition détaillée en 2018 est la suivante : 
terres arables (70,5 %), zones agricoles hétérogènes (16,7 %), forêts (6,2 %), zones urbanisées (4,1 %), prairies (1,7 %), zones industrielles ou commerciales et réseaux de communication (0,9 %). L'évolution de l’occupation des sols de la commune et de ses infrastructures peut être observée sur les différentes représentations cartographiques du territoire : la carte de Cassini (XVIIIe siècle), la carte d'état-major (1820-1866) et les cartes ou photos aériennes de l'IGN pour la période actuelle (1950 à aujourd'hui).

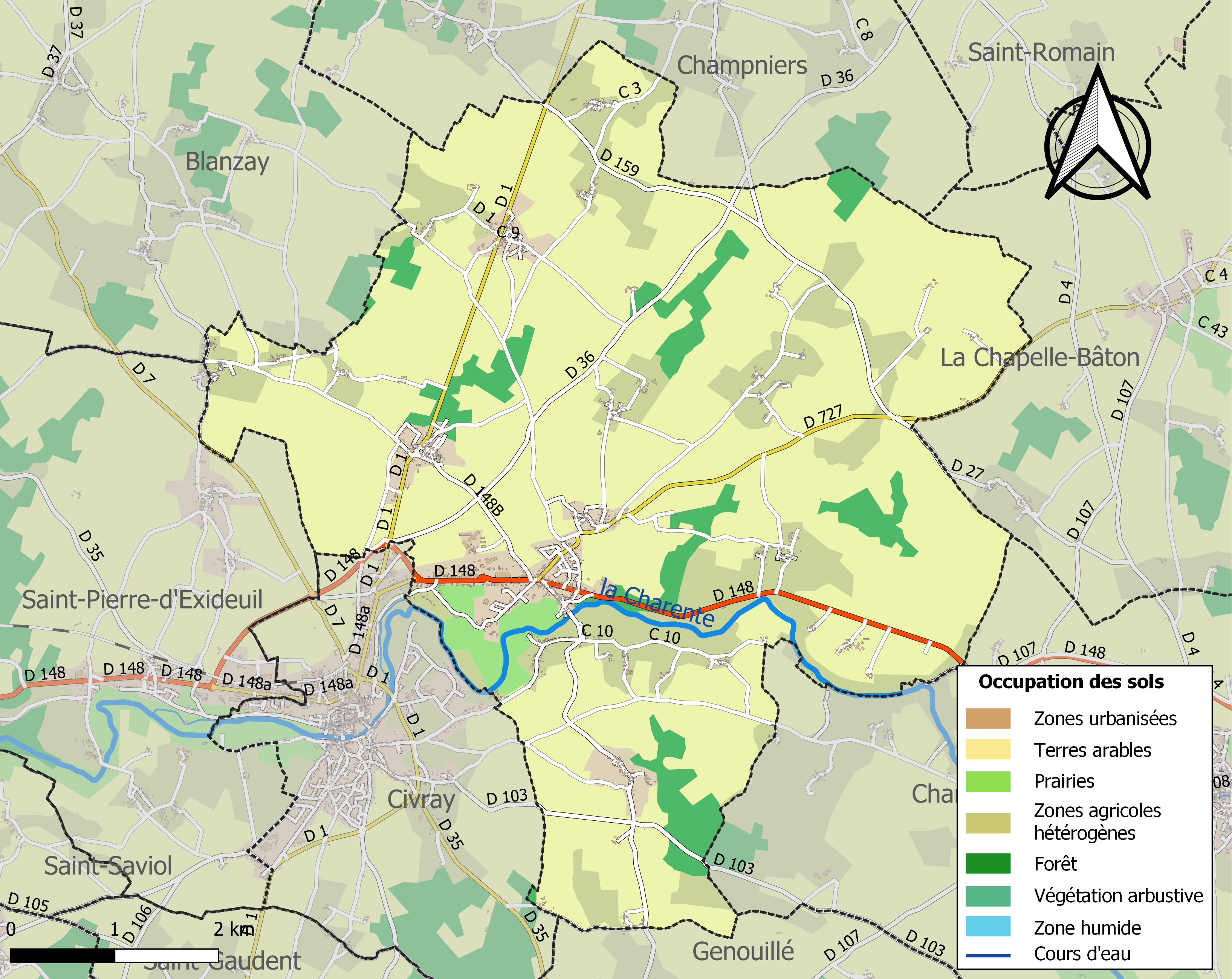
Carte des infrastructures et de l'occupation des sols de la commune en 2018 (CLC).

### Risques majeurs
Le territoire de la commune de Savigné est vulnérable à différents aléas naturels : météorologiques (tempête, orage, neige, grand froid, canicule ou sécheresse), inondations, mouvements de terrains et séisme (sismicité modérée). Il est également exposé à deux risques technologiques, le transport de matières dangereuses et la rupture d'un barrage. Un site publié par le BRGM permet d'évaluer simplement et rapidement les risques d'un bien localisé soit par son adresse soit par le numéro de sa parcelle.

#### Risques naturels
Certaines parties du territoire communal sont susceptibles d’être affectées par le risque d’inondation par débordement de cours d'eau, notamment la Charente. La commune a été reconnue en état de catastrophe naturelle au titre des dommages causés par les inondations et coulées de boue survenues en 1982, 1983, 1993, 1995, 1999 et 2010,.

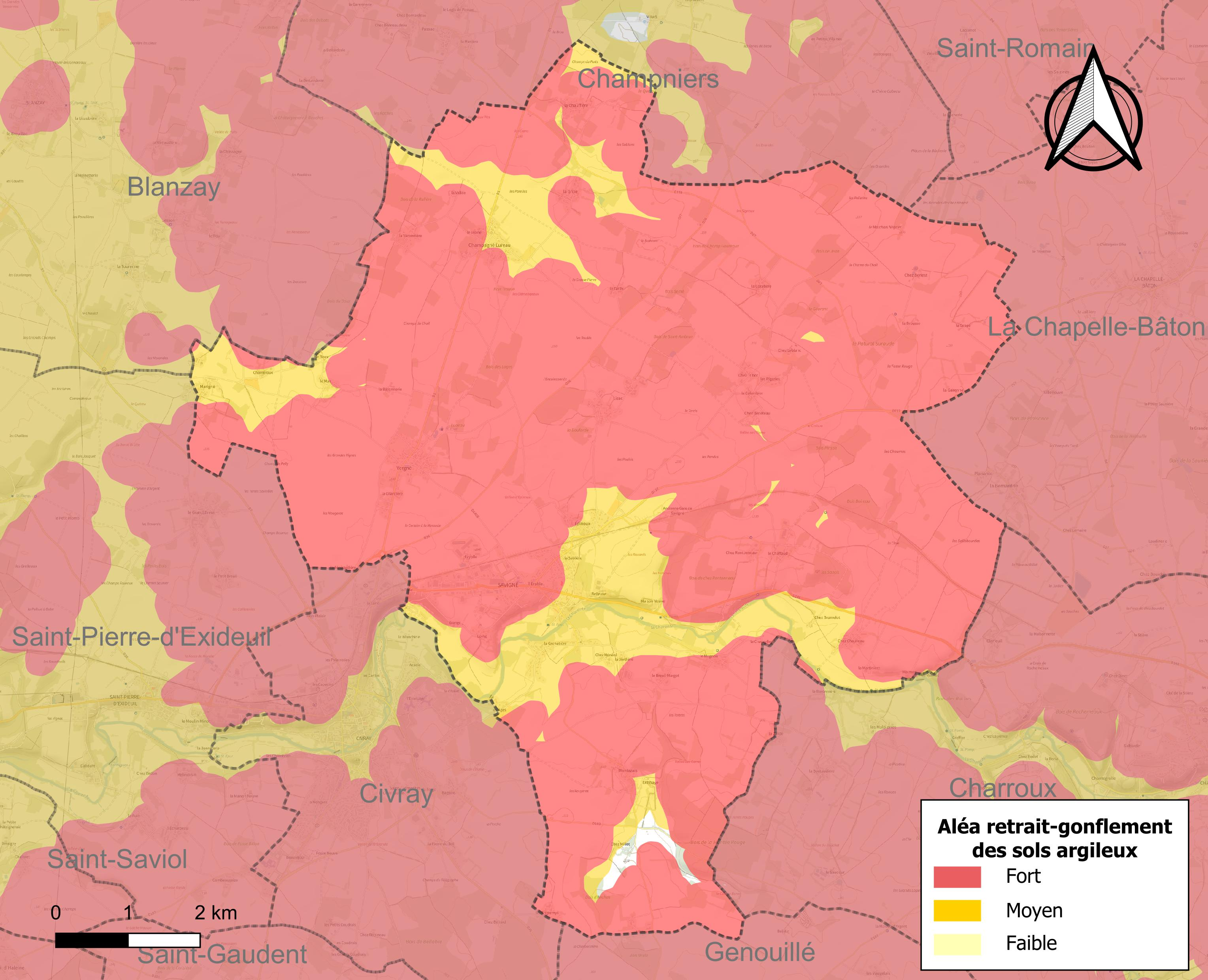
Carte des zones d'aléa retrait-gonflement des sols argileux de Savigné.

Les mouvements de terrains susceptibles de se produire sur la commune sont des affaissements et effondrements liés aux cavités souterraines (hors mines) et des tassements différentiels. Afin de mieux appréhender le risque d’affaissement de terrain, un inventaire national permet de localiser les éventuelles cavités souterraines sur la commune. Le retrait-gonflement des sols argileux est susceptible d'engendrer des dommages importants aux bâtiments en cas d’alternance de périodes de sécheresse et de pluie. 99,5 % de la superficie communale est en aléa moyen ou fort (79,5 % au niveau départemental et 48,5 % au niveau national). Depuis le 1er octobre 2020, en application de la loi ÉLAN, différentes contraintes s'imposent aux vendeurs, maîtres d'ouvrages ou constructeurs de biens situés dans une zone classée en aléa moyen ou fort,.
La commune a été reconnue en état de catastrophe naturelle au titre des dommages causés par la sécheresse en 1995, 1996, 2005 et 2011 et par des mouvements de terrain en 1999 et 2010.

#### Risque technologique
La commune est en outre située en aval du barrage Mas-Chaban, un ouvrage de classe A situé dans le département de la Charente et construit pour constituer une réserve d’eau de 14 millions de m3. Le PPI a été approuvé en 1999. À ce titre elle est susceptible d’être touchée par l’onde de submersion consécutive à la rupture de cet ouvrage.

## Toponymie
Le nom du village proviendrait de l’anthroponyme gallo-romain "Sabinius" avec le suffixe latin de propriété " -acum " devenu " -ec " puis " -é "  et signifiant " domaine de ".

## Histoire
Préhistoire
La présence humaine sur le territoire communal est très ancienne. Dès le magdalénien (de –15 000 à –10 000), le site est habité, notamment les grottes du Chaffaud et de la Martinière. La grotte du Chaffaud a livré entre autres une gravure sur os long montrant deux biches et deux poissons, trouvée en 1833/1834 par le propriétaire de la grotte André Brouillet, notaire.
Époque celtique
La période celtique a laissé une empreinte importante. Les témoins de ce passé sont nombreux : aux nombreux vestiges qui ont été découverts sur les sites de la Grosse Pierre, s’ajoutent le tumulus de Gros Guignon, les enceintes de Malmort, les fosses et enceintes des Âges de Fayolle et de Chez Rantonneau.
Époque gallo-romaine
Des poteries, des sarcophages, des restes de tuiles et des colonnes de l’époque gallo-romaine ont été retrouvés dans le bourg et témoignent de la permanence de la présence humaine au cours de l’Antiquité. Ainsi le bourg de Savigné est construit sur une vaste nécropole qui regroupe des tombes sur plusieurs niveaux et atteste l’existence d’une agglomération à cet endroit durant cette période. Des sarcophages ont été déposés devant l’église et le presbytère.
Moyen-Âge
Au IXe siècle, Savigné est le siège d’une viguerie faisant partie du pagus de Brioux-sur-Boutonne.
À partir du XIe siècle, le rôle et la puissance de Savigné déclinent au profit de Civray.

## Politique et administration

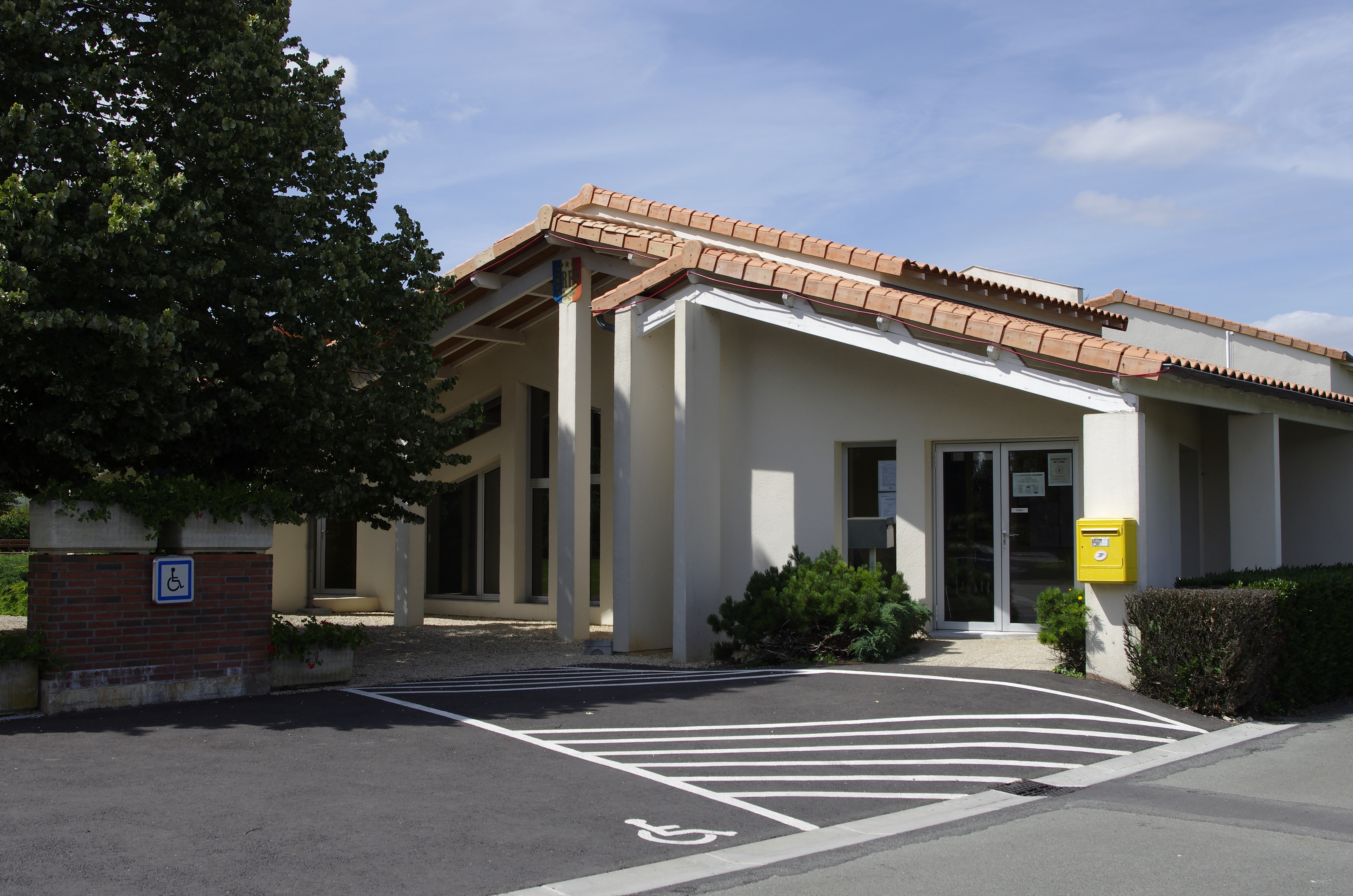
La mairie de Savigné

### Liste des maires
| Période                                  | Période    | Identité          | Étiquette | Qualité |
| ---------------------------------------- | ---------- | ----------------- | --------- | ------- |
| Les données manquantes sont à compléter. |            |                   |           |         |
| 1929                                     | 1945       | Pierre Mercier    |           |         |
| 1945                                     | 1946       | Adolphe Naud      |           |         |
| 1946                                     | 1952       | Maurice Furet     |           |         |
| 1952                                     | 1953       | Fernand Touron    |           |         |
| 1953                                     | 1958       | Germain Rocher    |           |         |
| 1958                                     | 1970       | Fernand Touron    |           |         |
| 1970                                     | 1981       | Adolphe Naud      |           |         |
| 1981                                     | mars 2008  | René Massonnet    |           |         |
| mars 2008                                | mars 2014  | Christian Grimaud | DVD       |         |
| mars 2014                                | avril 2016 | Roland Vaillier   | SE        |         |
| avril 2016                               | mai 2020   | André Rignault    | SE        |         |
| mai 2020                                 |            | Jacques Augris    | SE        |         |

### Instances judiciaires et administratives
La commune relève du tribunal d'instance de Poitiers, du tribunal de grande instance de Poitiers, de la cour d'appel  de Poitiers, du tribunal pour enfants de Poitiers, du conseil de prud'hommes de Poitiers, du tribunal de commerce de Poitiers, du tribunal administratif de Poitiers et de la cour administrative d'appel  de  Bordeaux, du tribunal des pensions de Poitiers, du tribunal des affaires de la Sécurité sociale de la Vienne, de la cour d’assises de la Vienne.

### Services publics
Les réformes successives de La Poste ont conduit à la fermeture de nombreux bureaux de poste ou à leur transformation en simple relais, comme à Savigné où il y a désormais un Relais Poste Commerçant, situé dans le bureau de tabac de la galerie marchande d'un supermarché.

## Population et société

### Démographie
L'évolution du nombre d'habitants est connue à travers les recensements de la population effectués dans la commune depuis 1793. Pour les communes de moins de 10 000 habitants, une enquête de recensement portant sur toute la population est réalisée tous les cinq ans, les populations de référence des années intermédiaires étant quant à elles estimées par interpolation ou extrapolation. Pour la commune, le premier recensement exhaustif entrant dans le cadre du nouveau dispositif a été réalisé en 2006.

En 2022, la commune comptait 1 265 habitants, en évolution de −5,95 % par rapport à 2016 (Vienne : +0,6 %, France hors Mayotte : +2,11 %).
| 1793  | 1800  | 1806  | 1821  | 1831  | 1836  | 1841  | 1846  | 1851  |
| ----- | ----- | ----- | ----- | ----- | ----- | ----- | ----- | ----- |
| 1 453 | 1 380 | 1 336 | 1 501 | 1 588 | 1 552 | 1 631 | 1 742 | 1 797 |

| 1856  | 1861  | 1866  | 1872  | 1876  | 1881  | 1886  | 1891  | 1896  |
| ----- | ----- | ----- | ----- | ----- | ----- | ----- | ----- | ----- |
| 1 788 | 1 753 | 1 739 | 1 687 | 1 768 | 1 845 | 1 753 | 1 722 | 1 692 |

| 1901  | 1906  | 1911  | 1921  | 1926  | 1931  | 1936  | 1946  | 1954  |
| ----- | ----- | ----- | ----- | ----- | ----- | ----- | ----- | ----- |
| 1 620 | 1 596 | 1 603 | 1 472 | 1 526 | 1 491 | 1 492 | 1 476 | 1 458 |

| 1962  | 1968  | 1975  | 1982  | 1990  | 1999  | 2006  | 2011  | 2016  |
| ----- | ----- | ----- | ----- | ----- | ----- | ----- | ----- | ----- |
| 1 431 | 1 341 | 1 287 | 1 321 | 1 350 | 1 355 | 1 311 | 1 343 | 1 345 |

| 2021  | 2022  | - | - | - | - | - | - | - |
| ----- | ----- | - | - | - | - | - | - | - |
| 1 284 | 1 265 | - | - | - | - | - | - | - |

En 2008, selon l’INSEE, la densité de population de la commune était de 36 hab./km2, 61 hab./km2 pour le département, 68 hab./km2 pour la région Poitou-Charentes et 115 hab./km2 pour la France.
Les dernières statistiques démographiques pour la commune de Savigné ont été fixées en 2009 et publiées en 2012. Il ressort que la mairie administre une population totale de 1 350 personnes. À cela il faut soustraire les résidences secondaires (34 personnes) pour constater que la population permanente sur le territoire de la commune est de 1 316 habitant.
La répartition par sexe de la population de la commune est la suivante:
- en 1999 : 51,3 % d'hommes et 48,7 % de femmes.
- en 2006 : 49,2 % d'hommes et 50,8 % de femmes.
- en 2010 : 48 % d'hommes pour 52 % de femmes.

En 2006:
- Le nombre de célibataires était de : 23,8 % dans la population.
- Les couples mariés représentaient 62,1 % de la population, les divorcés 4,7 %.
- Le nombre de veuves et veufs était de 9,4 %.

L'évolution des naissances et décès de 2002 à 2013 est la suivante (INSEE):
- en 2013 : 10 naissances et 11 décès
- en 2012 : 10 naissance et 10 décès
- en 2011 : 7 naissances et  21 décès.
- en 2010 : 14 naissances et  9 décès.
- en 2009 : 10 naissances et  12 décès.
- en 2008 : 5  naissances et  15 décès.
- en 2007 : 15  naissances et  15 décès.
- en 2006 :  5 naissances et  22 décès.
- en 2005 : 15 naissances et  9 décès.
- en 2004 :  14 naissances et  9 décès.
- en 2003 :  8 naissances et  20 décès.

### Enseignement
La commune de Savigné dépend de l'Académie de Poitiers (Rectorat de Poitiers) et son école primaire publique André Brouillet dépend de l'Inspection académique de la Vienne.

## Économie

### Agriculture
Selon la Direction régionale de l'Alimentation, de l'Agriculture et de la Forêt de Poitou-Charentes, il n'y a plus que 33 exploitations agricoles en 2010 contre 39 en 2000.
Les surfaces agricoles utilisées ont diminué et sont passées de 2 928 hectares en 2000 à 2 422 hectares en 2010 dont 607 sont irrigables. 53 % sont destinées à la culture des céréales (blé tendre essentiellement mais aussi orges et maïs), 29 % pour les oléagineux (colza et tournesol), moins de 1 % pour les protéagineux (pois), 10 % pour le fourrage et 4 % reste en herbes. En 2000,3 hectares (1 hectare en 2010) étaient consacrés à la vigne.
6 exploitations en 2010 (contre 13 en 2000) abritent un élevage de bovins (589 têtes en 2010 contre 974 têtes en 2000). 3 exploitations en 2010 (contre 8 en 2000) abritent un élevage d'ovins (37 têtes en 2010 contre 99 têtes en 2000). L'élevage de volailles a disparu au cours de cette décennie.
L'élevage de caprins est en plein développement: 3 175 têtes en 2010 réparties sur 5 fermes pour seulement 1 493 têtes sur 8 fermes en 2000. La vocation laitière du troupeau est très forte. Moins de 2 % des élevages caprins sont non laitiers en 2000. La quasi-totalité de la production laitière, en constante augmentation (de 2000 à 2011 : + 44%) est livrée à l’industrie agro-alimentaire soit 96 % des 485 000 hectolitres récoltés dans l’ensemble du département de la Vienne en 2004. La production de fromage à la ferme reste très marginale et ne représente que 1 % de la production de lait et 6 % des fermes. 75 % des élevages sont basés sur un système de production de type hors sol, la surface agricole étant destinée essentiellement dans ce cas, à la production de fourrage. 75 % de ces exploitations  n’élèvent que des chèvres.
La transformation de la production agricole est de qualité et permet aux exploitants d’avoir droit, sous conditions, aux appellations et labels suivants :
- Chabichou du Poitou (AOC)
- Beurre Charente-Poitou (AOC)
- Beurre des Charente (AOC)
- Beurre des Deux-Sèvres (AOC)
- Veau du Limousin (IGP)
- Porc du Limousin (IGP)
- Jambon de Bayonne (IGP)
- Agneau du Poitou-Charentes (IGP)

### Commerce et service
La commune accueille sur son territoire une vaste zone commerciale qui abritent environ 70 commerçants, artisans et professions libérales. Plus particulièrement, en 2012, elle dispose de 12 types de commerce:
- 3 fleuristes,
- 2 grandes surfaces de bricolage,
- 2 magasins de vêtements,
- 2 supermarchés,
- un magasin d'optique,
- une station-service,
- une quincaillerie,
- un magasin de chaussures,
- une librairie,
- un hypermarché,
- un magasin d'équipements du foyer,
- une boulangerie.

### Activité et emploi
Le taux d'activité était de 68,3 % en 2006 et 66,3 % en 1999.
Le taux de chômage en 2006 était de 7,3 % et en 1999 il était de 10,6 %.
Les retraités et les pré-retraités représentaient 32 % de la population en 2006 et 25,6 % en 1999.

## Culture locale et patrimoine

### Lieux et monuments

#### Patrimoine préhistorique
Les grottes du Chaffaud se situent dans la vallée de la Charente, tout au bord de la rive droite du fleuve  sur un terrain d’une douzaine d’hectares acquis progressivement par la commune. Les grottes se sont formées au fil du temps dans un bloc de calcaire. Elles sont au nombre de cinq: la grotte des Pins, la plus proche de Civray, puis en remontant le fleuve, la grotte du Puits, deux grottes qui communiquent entre elles et enfin la grotte de la Fontaine ou grotte de l'âne. L'élévation depuis la rivière est de 20 mètres, ce qui mettait à l'abri des inondations. C'est dans la grotte du Puits, la plus vaste de toutes, que l'on a fait les découvertes les plus intéressantes. Son ouverture est large de 8 m, sa voûte soutenue par 5 piliers ronds culmine à plus de 5 m. Cette dernière va en diminuant de hauteur et à gauche, cinq couloirs ornés de stalactites et de stalagmites, s'enfoncent dans la falaise. Une cheminée naturelle traverse le plafond et débouche dans les bois. De plus la chaleur y est constante grâce à l'entrée qui s'ouvre vers le midi et à sa position abritée des vents froids du nord.
Les grottes du Chaffaud ont été découvertes en 1834 par André Brouillet (1826-1901), notaire à Charroux (Vienne). C'est entre cette date et 1845, certainement en 1837, qu'il découvrit le célèbre os de renne gravé de deux cervidés qui se trouve de nos jours au Musée d'archéologie nationale de Saint-Germain-en-Laye. Des bifaces, des grattoirs, des pointes de flèches et de javelots... y ont été aussi  trouvés. Les dernières fouilles ont été opérées par Monsieur Jean Airvaux en 1985.
Le 1er avril 2009 une découverte fortuite a été faite par Jean-Michel Leuvrey, archéologue-préhistorien, près de la grotte du Puits : un bloc de calcite gravé de plusieurs représentations d'animaux (chevaux et poulain de Prévalsky, tête de cervidé, tête de bouquetin). Cette découverte a fait l'objet d'une publication de la part de Jean Airvaux et J-M Leuvrey.
Une association, l'association des Amis des Grottes du Chaffaud, organise des visites commentées du site.
http://chaffaud.neowordpress.fr/
Certains artefacts trouvés dans les grottes sont présentés dans un musée créé depuis 1971 à Civray (Vienne), d'autres sont au Musée Sainte-Croix de Poitiers ou au Musée d'archéologie nationale de Saint-Germain-en-Laye.

#### Patrimoine religieux

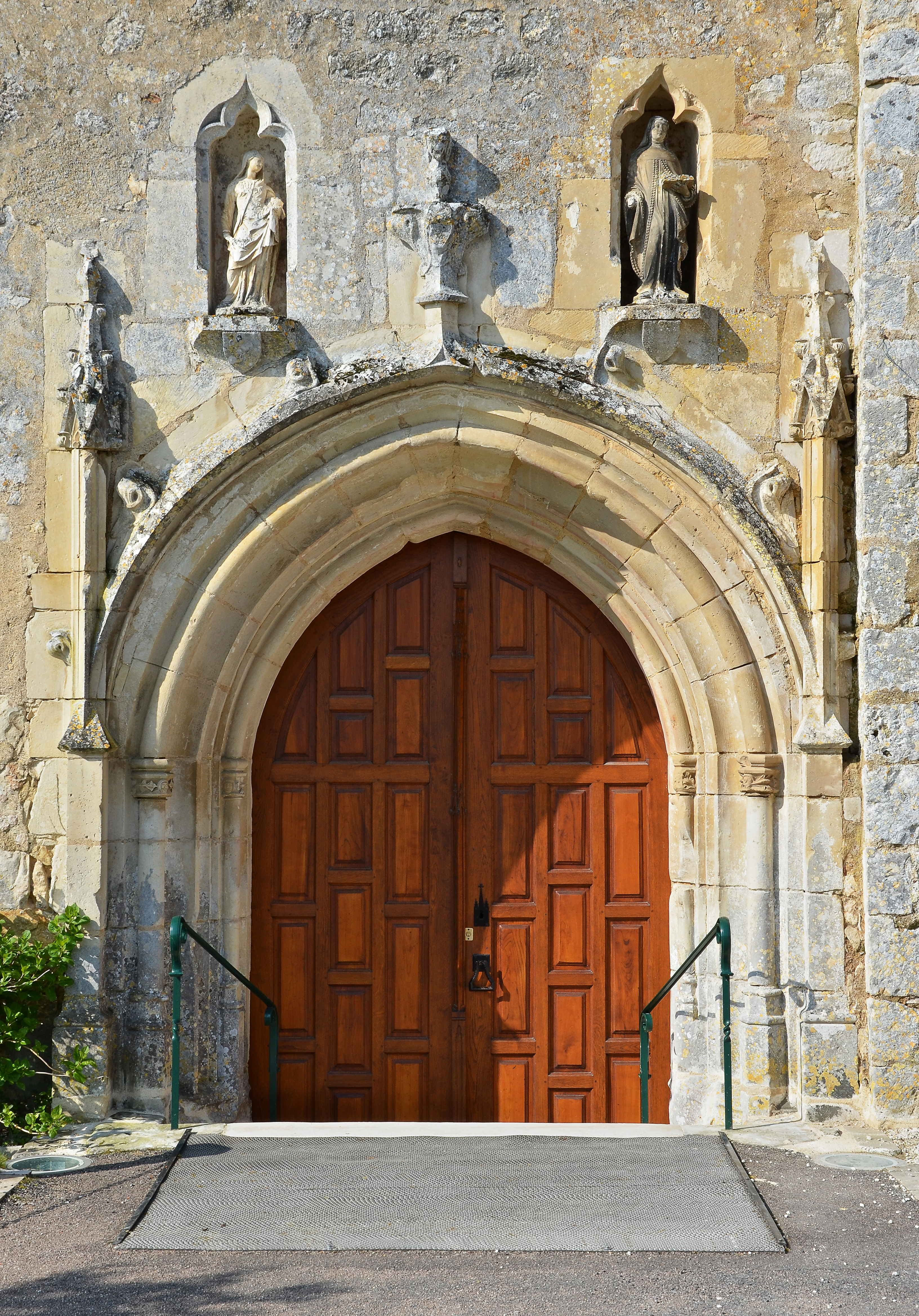
Le portail de l'église

- L'église Saint-Hilaire de Savigné elle est en partie du XIIe siècle et en partie du XVe siècle. Il y avait, au VIIIe siècle, un premier édifice qui a été édifié à l'emplacement d'un temple romain. Le clocher et le portail muré sont de style roman, tandis que la porte est de style gothique. La porte primitive romane est dotée de deux archivoltes unies supportées par deux colonnes aujourd'hui disparues avec des chapiteaux sculptés qui représentent des feuillages et un bourrelet de billettes qui soulignent vers l'extérieur la première archivolte. Dans le chevet, le portail du XVe siècle de style ogival orné de moulures et de clochetons. Au XIXe siècle, le clocher a été surélevé. De nombreux sarcophages mérovingiens ont été découverts autour de l'édifice. En effet, Savigné est construit sur une partie d'une vaste nécropole. Des colonnes gallo-romaines et une borne milliaire ont été creusées pour servir de tombes. Les sarcophages ont été trouvés sur plusieurs couches archéologiques. Les tombeaux contenaient des monnaies anciennes et des petits vases.
- Belle croix hosannière Cette croix de 1836 marquait autrefois le centre de l'ancien cimetière, est située aujourd'hui sur la place de l'église. En effet, il était de tradition de se rendre en procession jusqu'au cimetière le jour des Rameaux et au pied de ce calvaire, de chantait l'Hosannah qui est le premier mot d'une hymne chantée ce jour-là. Cette tradition a donné son nom à ce type de croix que l'on rencontre souvent dans les villages du département de la Vienne.

#### Ancien prieuré Fontevriste de Montazais
Il dépendait de l'Abbaye de Fontevraud dans la mouvance de la châtellenie de Civray et de Ruffec (Charente) est situé non loin de Civray proche de Savigné (Vienne) en bordure de la Charente (rive gauche) dont les crues l’isolaient du reste de la paroisse.
Le prieuré installé entre 1117 et 1119, suivait la règle de l’ordre de Fontevrault, fondé par Robert d'Arbrissel. Comme toutes les fondations de l'ordre, le prieuré de Montazais accueillait des hommes et des femmes, placés sous l'autorité d'une moniale. 
De nos jours, de ce prieuré construit au XIIe siècle, il ne reste rien. En effet, le prieuré fut vendu comme bien national lors de la Révolution, en 1791. Les bâtiments actuels visibles datent des XVe et XVIe siècles. Ils sont d’une extrême sobriété et donne une idée du plan général de ces monastères doubles. Cet ancien prieuré est aujourd’hui le siège d'une exploitation agricole. L’université de Poitiers a mis en ligne "Les cartulaires du prieuré fontevriste de Montazais (XIIe et XVIe siècles) : édition et traduction".
Les prieurés de Villesalem et celui de Lencloître sont les seuls des six prieurés construits dans le territoire du département actuel de la Vienne à exister encore.

#### Patrimoine civil
- Tumulus du Gros Guignon. Il est situé au lieu-dit Clerfeuille. Le tumulus est d’un diamètre de 35 m pour une hauteur de 5 m. Ce tumulus en terre contenait une voute à calotte de pierre et moellons. On y pénétrait par une entrée située à l'Est. Des fouilles ont été menées en  1883 qui ont permis la découverte d’un squelette. Il s’agit d’une « tombe à char», sépulture rare en Gaule de l’Ouest. Les objets exhumés sont exposés au Musée Sainte-Croix de Poitiers . Les tumulus de Bougon dans le département voisin des Deux-Sèvres permettent de se donner une idée de ce que devait être l'aspect extérieur de ce monument.
- Logis seigneurial de la Groie du XVIIe siècle.
- Bel exemple d’un pigeonnier et d’un séchoir au lieu-dit Chez Millot datant de 1875.
- Pont métallique qui relie les deux parties du bourg. Il date de 1863. Il remplace un ancien pont qui a été détruit au cours de l’hiver 1861. Avant 1829, les habitants du village traversaient la rivière au gué du moulin de Savigné ou prenaient le bac au moulin du Tan.

#### Patrimoine naturel
Sur le territoire de la commune, deux sites inscrits en tant que Monument naturel: le Moulin des Âges et la Grotte du Chaffaud.